# Derrick Alston
Derrick Samuel Alston (New York, 20 agosto 1972) è un allenatore di pallacanestro ed ex cestista statunitense, professionista nella NBA, in Europa e in Sudamerica.

## Carriera
È stato selezionato dai Philadelphia 76ers al secondo giro del Draft NBA 1994 (33ª scelta assoluta).

## Palmarès

### Giocatore

#### Squadra
- Campionato turco: 1

Efes Pilsen: 1996-97
- Campionato spagnolo: 2

Manresa: 1997-98
Barcellona: 1998-99
- Liga catalana: 1

Lleida: 2003
- Coppa Korać: 1

Barcellona: 1998-99
- FIBA EuroCup Challenge: 1

Ural Great Perm': 2005-06

#### Indidivuale
- MVP della finale della Liga ACB: 1999
- All-Star Game spagnolo: 2001, 2002
- Difensore dell'anno della Liga ACB: 2001